# Monte Castro
Monte Castro é um bairro da cidade argentina de Buenos Aires. Nele está o Estádio Islas Malvinas, de propriedade do Club Atlético All Boys.

## História

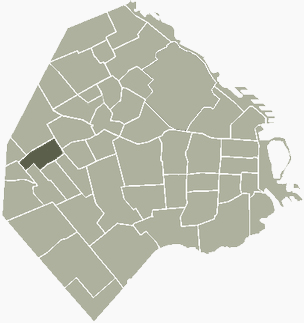
Local de Monte Castro em Buenos Aires

Deve seu nome à Don Pedro Fernández de Castro, que se constituiu proprietário das terras em 14 de maio de 1703. Logo começaram a conhecer o lugar como Chacra de Castro, ou Montes de Castro.
Em 1810, Francisco Ortiz de Ocampo e Antonio González Balcarce deram instruções ao primeiro exército patriótico que em junho saiu em campanha para o interior do país. A fazenda naquela época era propriedade de Don Juan Pedro Córdova, mas o local ficou para sempre identificado com o nome de seus antigos proprietários.
Alguns serviços demoraram a chegar no bairro, foi apenas em 1949 que teve o Hospital chamado Vélez Sársfield.